# 沃日讷
沃日讷（法語：Vaugines，法語發音：[voʒin]）是法国普罗旺斯-阿尔卑斯-蓝色海岸大区沃克吕兹省的一个市镇，属于阿普特区。

## 地理
沃日讷（43°46'44"N, 5°24'54"E）面积15.55 平方千米，位于法国普罗旺斯-阿尔卑斯-蓝色海岸大区沃克吕兹省，该省份为法国东南部内陆省份，北起德龙省，西北接阿尔代什省，西接加尔省，南至罗讷河口省，东南角与瓦尔省接壤，东临上普罗旺斯阿尔卑斯省。
与沃日讷接壤的市镇（或旧市镇、城区）包括：锡韦尔格、昂苏伊、比乌克斯、卡德内、屈屈龙、卢尔马兰。

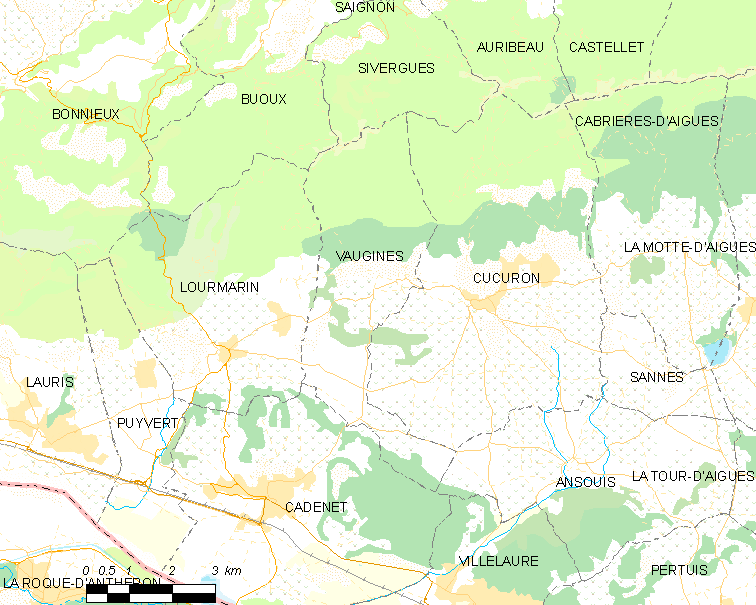
沃日讷的OSM定位图

沃日讷的时区为UTC+01:00、UTC+02:00（夏令时）。

## 行政
沃日讷的邮政编码为84160，INSEE市镇编码为84140。

## 政治
沃日讷所属的省级选区为舍瓦勒布朗县。

## 人口

1962-2008年间沃日讷人口变化图示

沃日讷于2022年1月1日时的人口数量为556人。